# 周傳雄
周傳雄（英語：Steve Chou Chuan-hsiung，1969年6月7日—），臺灣創作男歌手、音樂製作人。

## 早年
周傳雄出生於臺中縣神岡鄉（今臺中市神岡區）。家中有一兄一姐。周父來自湖北公安，出身中華民國名門藝術世家，17歲時出任縣長。由於叔伯無子嗣，周父因承擔家族擴張需要而娶有4位妻子，有超過18名兒女。他後來隨戰亂來臺，再與周母結婚。兩人在周傳雄讀中學時離婚，周母後改嫁。
雙親離婚後，周傳雄以半工半讀維持生計。他下課後擔任餐廳員工、洗車工、搬運工；休假期間冒用兄長的身分開營業用車，晚上於夜市擺攤。周傳雄畢業於東南工業專科學校（今東南科技大學）土木工程科環境保育組。

## 職業生涯
在1988年，周傳雄參加校園歌唱比賽後出道。他起初被選為小虎隊的第一批團員，在得知該團的路線參考日本偶像後選擇退出。1989年他以藝名“小剛”，發行個人第一張單曲《塵煙》以及合輯《無名小卒》。1991年，推出首張個人專輯《雙子星的對話》，但市場表現普通；爾後的《終於學會》與《捨不得你走》亦沒有獲得較大的迴響。
周傳雄1992年專輯《小剛的花花世界》中的〈哈薩雅琪〉成為代表作。該歌曲的部分曲調取自匈牙利傳統舞曲；其中一支MV的拍攝至西藏、蒙古取景。接下來幾年，周傳雄維持一年發行一張專輯的步調，唯獨後面轉換不少創作風格，遇上市場環境的丕變下，與經紀公司發生觀念上的爭論。到1997年決定赴英国學習語言以開拓新的創作方向。
1998年，周傳雄開始以本名發表作品，逐漸展現其創作實力，有「情歌教父」、「唱作俱佳的歌手」之稱。此時周傳雄為不少歌手寫出佳作，包含周華健〈有沒有一首歌會讓你想起我〉、那英的〈出賣〉。
2000年12月，由索尼音樂發行第9張個人專輯《Transfer》，為首次與新力音樂合作的作品。然而由於當時台灣因盜版問題打擊到唱片市場，又遇到新力音樂內部人員改組，使得《Transfer》這張專輯在發行上受到不小的挑戰。由於銷量不如預期的情況讓周傳雄感到失望，暫時停止歌唱事業並專心於製作人的工作。直到後面輾轉得知其專輯內的歌曲〈黃昏〉在中國與馬來西亞的走紅讓周傳雄找回了信心，到2002年，〈黃昏〉紅遍中國大小城市，當年光以商業表演計算年收就達5千萬元台幣，也讓周傳雄踏上歌唱事業的另個高峰。
2007年，成為第二屆《超級星光大道》評審，因為欣賞李千那的歌聲，而收她為徒。
2011年，周傳雄胃部感染幽門螺旋杆菌而暴瘦20公斤。他因此暫時停止相關工作，休養近兩年才恢復健康。
2014年，周傳雄推出新專輯《時不知歸》，當中新歌《櫻吹雪》的音樂影片就請來曾任空中小姐的妻子Vivian入鏡。
2021年2月，周傳雄受邀參加《天賜的聲音2》演唱以前寫給5566的《我難過》再次在中國爆紅。

## 個人生活
周傳雄與其妻育有一子一女。

## 音樂作品

### 音樂專輯
| 發行日期       | 專輯名稱                   | 發行公司          | 曲目 |
| -------------- | -------------------------- | ----------------- | --- |
| 1990年9月      | 《雙子星的對話》           | 歌林唱片/神采音樂 | 曲目 1. 沒有你的日子 2. 你的憂鬱我的離去 3. 無言 4. 擁有自己的節奏 5. 點亮自己 6. 親蜜疏遠 7. 生命中的雨季 8. 最後一場電影 9. 寂寞無助 10. 可以像知己一樣 |
| 1990年12月30日 | 《終於學會》               | 歌林唱片/神采音樂 | 曲目 1. 我也許是個笑話 2. 我終於學會 3. 把你放在回憶的信箱中 4. 隨想 5. 另一個我 6. 失落所有 7. 傷心總是這樣 8. 你的表情 9. 行動派 10. 你比我更像我 |
| 1991年8月      | 《捨不得你走》             | 歌林唱片/神采音樂 | 曲目 1. 捨不得你走 2. I Really Want To Be With You 3. Sayonara 4. 心碎的聲音 5. 把往事再溫習一遍 6. 站在逆風的方向 7. 關係緊張 8. 追趕時間的少年 9. 聽聽地球的聲音 10. 塵煙 |
| 1992年4月      | 《小剛的花花世界》         | 歌林唱片/神采音樂 | 曲目 1. 哈薩雅琪 2. 尋找童年 3. 匆匆遠行 4. 吉普賽情人 5. 相見甚歡 6. 寄給你一朵玫瑰 7. 只為你作影子 8. 也許是愛 9. 聞笛 10. 給我一個溫暖空間 |
| 1993年3月      | 《陪著我一直到世界的盡頭》 | 歌林唱片/神采音樂 | 曲目 1. 風乾我的悲傷 2. 陪著我一直到世界的盡頭 3. 也許明天 4. 為了一句話想了一整夜 5. You can call me now 6. 雪與火 7. 說什麼才好 8. 風之逐 9. 你的愛，放在我的行李中 10. 無罪的放逐(風乾悲傷後)                                                                                 |
| 1994年3月      | 《發覺》                   | 歌林唱片/神采音樂 | 曲目 1. BACK HOME 2. 捨不得妳 3. 緊握著妳的手 4. 新的夜舊的愛 5. 隱藏 6. 問你問我 7. 我以為我可以 8. 以後你會明白 9. 春天的悲劇 10. 把愛情寄在遠遠的地方 |
| 1995年4月      | 《二分之一的愛情》         | 科藝百代/種子制作 | 曲目 1. 二分之一的愛情 2. 錯在我 3. 第七十七次離開妳 4. 支離破碎的思念 5. 可以想想辦法嗎 6. 情人變成朋友 7. 怎麼我會不知道 8. 愛無邊情無限 9. 委屈 10. 女人的吻與愛 |
| 1995年11月5日  | 《心出發》                 | 科藝百代/種子制作 | 曲目 1. 心出發 2. 台北的寂寞 3. 哈薩雅琪 4. 不要問我分手後怎麼過 5. 寄給你一朵玫瑰? 6. 我也許是個笑話 7. 隱藏 8. 告訴我你不愛我 9. 捨不得妳走 10. 掏了心傷了心 11. 陪著我一直到世界的盡頭                                                                                        |
| 1996年12月     | 《我的心太亂》             | 科藝百代/種子制作 | 曲目 1. 我的心太亂 2. 暖風 3. 割捨 4. 你已不是你 5. 抓緊我 6. 空心 7. 孤單的習慣 8. 寄託 9. 說不出有多愛 10. 忘了壞情人 |
| 2000年12月28日 | 《Transfer》               | 新力音樂          | 曲目 1. 忘記 2. 出賣 3. 寂寞轟炸 4. 遊戲愛情 5. 心結 6. 記事本 7. 啤酒泡泡 8. 黃昏 9. 心血來潮 10. 末班車 11. 時間 12. 虎尾溪水慢慢流 |
| 2004年9月23日  | 《我在身邊》               | 愛貝克斯/中唱上海 | 曲目 1. 我在身邊 2. 給你的歌 3. 多愛我一秒鐘 4. 永夜 5. 有沒有一首歌會讓你想起我 6. 側臉 7. 我難過 8. 花香 9. 不會唱情歌 10. 哈薩雅琪2003（feat. 5566） 11. 我在身邊(伴奏版) |
| 2004年11月12日 | 《男人·海洋》              | 環球音樂          | 曲目 - Disc 1 1. 異世界 2. 男人海洋 3. 愛的告別式 4. 還原 5. 失眠的夜 6. 最愛你的時候 7. 春天的花恁攏無開 8. 愛如日昇月落 9. 隨風飛 10. 只要你還在 - Disc 2 1. 哈薩雅琪(小女孩版) 2. 組曲 3. 出賣 4. 我難過 5. 存在 6. 幸福的瞬間 7. 有沒有一首歌 8. 記事本 9. 黃昏 10. 我在身邊 |
| 2005年6月29日  | 《星空下的傳說》           | 環球音樂          | 曲目 1. 壞感覺 2. 星空下 3. 寂寞沙洲冷 4. 鐵石心腸 5. 哈囉 6. 上海黑夜黎明 7. 再出發 8. 存在 9. 再見北極雪(北極下的雪~陳慧琳&馮德倫) 10. 回家的我 11. 離我遠一點 12. 流逝 13. 春神曲 14. 雪在飛                                                                                  |
| 2006年6月16日  | 《快樂練習曲》             | 環球音樂          | 曲目 1. 快樂練習曲 2. 傷痛無聲 3. 靈藥 4. 最後慢舞 5. 清晨女子 6. 撕裂舊照片 7. 陽光和煦 8. 流金歲月 9. 愛無所不在 10. 勝利呼喚 |
| 2007年10月25日 | 《藍色土耳其》             | 環球音樂          | 曲目 1. 有誰還沒睡 2. 藍色土耳其 3. 向北飛 4. 弱水三千 5. 空缺 6. 難過 7. 短消息 8. 青花 9. 沒有太陽的早晨 10. 寂寞邊界 |
| 2009年4月7日   | 《戀人創世纪》             | 環球音樂          | 曲目 1. 戀人創世紀 2. 關不上的窗 3. 黃粱夢 4. 冬天的秘密 5. 我們的翡冷翠 6. 孤單大街 7. 酒當歌 8. 傷心酒杯(周傳雄&李千那) 9. 臨別一眼 10. 送別 |
| 2011年4月23日  | 《微涼的記憶》             | 種子音樂          | 曲目 1. 乏味(Dégoûter) 2. 匆匆(En Vite) 3. 微涼的記憶(Peu De Mémoire) 4. 不後悔 5. 聽到請回答 6. 裝憨憨假空空 7. 過夜(Passe La Nuit) 8. 時間的聲音 9. 苦情歌 10. 賦別曲(La Chanson De Quitter)                                                                                   |
| 2012年10月12日 | 《打擾愛情》               | 種子音樂          | 曲目 1. I Want Your Love 2. 請你和我聯絡 3. 打擾愛情 4. 很快就要離開 5. 離開昨天 6. 空位 7. 回憶是討厭的東西 8. 拒絕 9. You Should Try 10. 不一樣 |
| 2014年11月11日 | 《時不知歸》               | 台灣索尼音樂娛樂  | 曲目 1. 雨打花瓣的聲音 2. 時不知歸 3. 櫻吹雪 4. 我愛神話 5. 不安的靈魂 6. 坐看雲起時 7. 琵琶亂彈 8. 滿院落葉 9. 盆栽 10. 黛芬妮的異想世界 |
| 2022年9月14日  | 《念念不忘》               | 福茂唱片/熊燚娛樂 | 曲目 1. 滴滴滴滴 2. 我的世界被你包圍 3. 新的稱謂燚 4. 你和雨之間 5. 情訣 6. 你在 7. 秋決 8. 和解 9. 流光 10. 你的目光 11. 不畏懼的少年 12. 你就是我最愛的精選 |
| 2024年12月5日  | 《情人該有的慈悲》         | 華納唱片          | 曲目 1. 我問 2. 無名的歌 3. 情人該有的慈悲 4. 沒有一杯茶解決不了的事 5. 不存在的眼淚 6. 我該怎麽愛你 7. 開往初戀的平行線 8. 牙痛 9. 黃鶴 10. 揮揮手 11. 沒有一杯茶解決不了的事（feat.楊和蘇）                                                                                    |

### 精選輯
| 專輯名稱      | 發行日期       | 發行公司 | 曲目 |
| ------------- | -------------- | -------- | --- |
| 2001年1月     | 《音樂記事本》 | 神采音樂 | 曲目 1. 捨不得你走 2. 我也許是個笑話 3. 寄給你一朵玫瑰 4. 風乾我的悲傷 5. 我終於學會 6. 哈薩雅琪 7. Back Home 8. 沒有你的日子 9. 陪著我一直到世界的盡頭 10. 把愛情寄在遠遠的地方 11. 記事本 12. 錯到底 13. 北極雪 14. 好想再聽一遍 15. 初戀 16. 真話傷人很痛 17. 愛不夠 18. 寂寞轟炸 19. 練習 20. 那天 |
| 2003年10月7日 | 《Dubbing》    | 艾迴     | 曲目 1. 我在身邊 2. 給你的歌 3. 多愛我一秒鐘 4. 永夜 5. 有沒有一首歌會讓你想起我 6. 側臉 7. 我難過 8. 花香 9. 不會唱情歌 10. 哈薩雅琪2003 11. 陪著我一直到世界的盡頭 12. 黃昏 13. 我的心太亂 14. 暖風 15. 記事本 16. 二分之一的愛情 17. 出賣                                                           |

### 單曲
- 1989年 《塵煙》
- 1995年 《放風箏的手》
- 2005年 《愛得太深》
- 2006年 《Merry X'mas》
- 2007年 《歲月風雲》（李克勤合唱）
- 2008年 《為你加油》
- 2010年 《苦情歌》
- 2016年 《今宵酒醒何處》
- 2017年 《上古之諾》
- 2017年 《不如笑歸去》
- 2020年 《不畏懼的少年》(傳世音樂上篇)
- 2020年 《新的稱謂》(傳世音樂上篇)
- 2020年《你的目光》(傳世音樂上篇)
- 2020年《我的世界被你包圍》(傳世音樂上篇)
- 2021年《妖王之王》
- 2021年《山河行》(山河令網劇 插曲)
- 2021年《流光》(傳世音樂中篇)
- 2021年《你就是我最愛的精選》(傳世音樂中篇)
- 2021年《滴滴滴滴》(傳世音樂中篇)
- 2021年《你和雨之間》(傳世音樂中篇)
- 2021年《易知難》(伯乐集 第三章 时光说)
- 2022年《你在》(專輯《念念不忘》概念單曲）
- 2023年《開往初戀的平行線》

### 實況專輯
- 2004年 《我在身邊 新加坡演唱會》
- 2006年 《愛·無所不在 上海演唱會》

### 創作詞曲
- 〈再出發〉  任賢齊專輯《飛鳥》
- 〈永夜〉  任賢齊專輯《一個任賢齊》
- 〈出賣〉  那英專輯《心酸的浪漫》
- 〈北極雪〉、〈記事本〉  陳慧琳專輯《愛我不愛》 （馮德倫合唱北極雪）
- 〈温柔意志力〉 陳慧琳專輯《愛你愛的》
- 〈再見北極雪〉、〈短消息〉 陳慧琳專輯《我是陽光的》（與周傳雄合唱再見北極雪）
- 〈好想再聽一遍〉  陶莉萍專輯《好想再聽一遍》
- 〈愛可以問誰〉、〈證明〉、〈聲聲慢〉、〈有個男人很可靠〉 李克勤專輯《愛可以問誰》
- 〈秋天的海〉  蘇慧倫專輯《戀戀真言》 作曲
- 〈我難過〉  5566專輯《1st Album》
- 〈守候〉  5566專輯《2nd Album》
- 〈冷風過境〉  5566專輯《2nd Album》 作曲
- 〈存在〉  5566專輯《C'est Si Bon》
- 〈寂寞轟炸〉  張克帆專輯《寂寞轟炸》
- 〈寂寞邊界〉  張棟樑專輯《張棟樑》
- 〈痛徹心扉〉  張棟樑專輯《主打張棟樑》
- 〈崩潰〉  于台煙專輯《崩潰》
- 〈愛不夠〉、〈愛情肥皂劇〉、〈偷看〉  馮德倫專輯《愛不夠》
- 〈打敗〉、〈最好〉  Energy專輯《猩人類》
- 〈有沒有一首歌會讓你想起我〉  周華健專輯《忘憂草》
- 〈真話傷人很痛〉  蘇永康專輯《愛一個人好難》
- 〈多愛一點〉  林晏如專輯《多愛一點無免驚》（臺語專輯）
- 〈鬆綁〉  李翊君專輯《愛上孤獨的男人》（臺語專輯）
- 〈練習〉、〈初戀〉  川島茉樹代專輯《川島茉樹代》
- 〈那年我們十七歲〉  何潤東專輯《沒有我你怎麼辦》
- 〈對你的愛還依然在〉、〈錯到底〉、〈真心朋友〉許志安專輯《相信愛情》
- 〈幸福的瞬間〉、〈花香〉、〈愛我不愛我〉 許紹洋《薰衣草電視原聲帶》
- 〈鬍渣〉、〈麻煩告訴他〉  許紹洋專輯《A1》
- 〈黃昏〉  〈身邊〉  許紹洋專輯《傻的可以》
- 〈sweety〉  Sweety專輯《We'll go on the stage》製作
- 〈噯唷〉  宇恆專輯《宇宙永恆Happy Day》2005年
- 〈when I have a dream〉  張芯瑜專輯《小小瑜/We'll go on the stage》
- 〈換掉〉  張芯瑜專輯《小小瑜的鬧鬧》
- 〈終點〉  關心妍專輯《The 5th Element》
- 〈沒有你我愛誰〉  黃曉明專輯《It’s Ming》音樂製作
- 〈百依百順〉  徐立單曲《百依百順》音樂製作
- 〈尾班車〉、〈我不允許我再愛上你〉、〈勇敢地離開你〉 李千那專輯《李千娜》
- 〈愛的原罪〉  鄭伊健專輯《偏愛你》
- 〈玩笑〉  黎明專輯《The Red Shoes》

詞曲創作高達500首左右

### 配樂製作
- 廣告配樂：
  - 波卡洋芋片廣告
  - 東森得意購片頭配樂
- 舞台劇配樂：
  - 屏風表演班【太平天國】舞台劇
  - 屏風表演班【京劇啟示錄】舞台劇
- 中國連續劇配樂：
  - 我的兄弟姊妹-（劉曉慶、楊恭如、李幼斌、何冰）
  - 刑名師爺-電視劇片尾曲〈嘆離別〉(吳奇隆、霍建華)
- 偶像劇原聲帶
  - 斗魚電視原聲帶-〔郭品超、藍正龍、安以軒〕
  - 我的秘密花園Ⅱ-〔林依晨、張天霖〕
  - 薰衣草電視原聲帶-〔許紹洋、陳怡蓉〕
  - 又見橘花香電視原聲帶-〔陳司翰、楊祐寧、張孝全、陳怡蓉、關穎〕
  - MVP情人電視原聲帶-〔５５６６、張韶涵〕
  - 西街少年電視原聲帶-〔５５６６、霍建華、王心凌、劉品言〕
  - 舞動奇蹟電視原聲帶-〔洪嘉鈴、陳宇凡〕
  - 海豚灣戀人電視原聲帶-〔許紹洋、霍建華、張韶涵、林韋君〕

## 演出作品

### 舞台劇
- 1995年屏風表演班《太平天國》飾演 北王

### 電視劇
- 2001年台視、三立都會台 《薰衣草》飾演 小室敏雄

### 演唱會
- 1992年台灣『花花世界』巡迴演唱會
- 2004年新加坡『我在身邊』演唱會（許紹洋 任嘉賓）
- 2006年7月29日上海『愛‧無所不在』演唱會 (陳慧琳 任嘉賓）
- 2015年1月11日台北『Timeless。時不知歸』音樂會 (蔡旻佑 任嘉賓）
- 2015年9月26日北京『時不知歸』演唱会 (蔡旻佑 任嘉賓）
- 2016年2月27日天津『時不知歸』演唱会 (蔡旻佑 任嘉賓）
- 2016年4月9日武汉『時不知歸』演唱会 (蔡旻佑 任嘉賓）
- 2016年10月17日悉尼『今宵酒醒何處』演唱会 (張宇 任嘉賓）
- 2017年4月15日北京『今宵酒醒何處』演唱会 (黃品源、蔡旻佑 任嘉賓）
- 2019年12月7日深圳「青花傳情巡迴演唱會」
- 2021年10月16日广州「青花傳情巡迴演唱會」
- 2021年10月30日苏州「青花傳情巡迴演唱會」

橫跨中國10個城市以上（黃品源 任嘉賓）
- 2023年5月6日上海 「念念不忘巡迴演唱會」
- 2023年5月20日宁波 「念念不忘巡迴演唱會」
- 2023年6月3日天津 「念念不忘巡迴演唱會」
- 2023年6月17日武汉 「念念不忘巡迴演唱會」
- 2023年7月15日蘇州「念念不忘巡迴演唱會」
- 2023年7月29日深圳「念念不忘巡迴演唱會」
- 2023年8月12日太原「念念不忘巡迴演唱會」
- 2023年9月9日昆明「念念不忘巡迴演唱會」
- 2023年9月23日青島「念念不忘巡迴演唱會」
- 2023年10月28日北京「念念不忘巡迴演唱會」
- 2023年11月11日廣州「念念不忘巡迴演唱會」
- 2023年11月25日南昌「念念不忘巡迴演唱會」
- 2023年12月9日長沙「念念不忘巡迴演唱會」
- 2023年12月23日合肥「念念不忘巡迴演唱會」
- 2025年3月29日 浙江省黃龍體育中心體育場
- 2025.4.12 太原 山西體育中心體育場
- 2025.4.26 瀋陽奧林匹克體育中心體育場

尚未巡迴結束 正在進行中 預計橫跨20個城市

### 綜藝
- 2022年9月25日上海《 我們的歌 (第四季) 》

擔任常駐嘉賓 （兼導師)

## 得獎紀錄
| 年份 | 頒獎典禮                     | 獎項                                                        | 結果 |
| ---- | ---------------------------- | ----------------------------------------------------------- | ---- |
| 2003 |                              | 受邀為上海東方廣播電台動感101制作並演唱台歌                 | 獲獎 |
| 2003 | 中央人民廣播電台             | 華夏原創金曲榜 港台地區最佳男歌手《我在身邊》、《給你的歌》 | 獲獎 |
| 2004 |                              | 受聘內地光線傳播娛樂中心音樂總監並為其制作主題曲            | 獲獎 |
| 2004 | 新加坡Y.E.S 933醉心金曲獎    | 年度IFPI銷量冠軍（同年角逐者周杰倫、陶、孫燕姿）            | 獲獎 |
| 2005 | TOM網絡娛樂英雄盛典          | 年度最受網民歡迎港台男歌手獎                                | 獲獎 |
| 2006 | 中國原創歌曲總評榜           | 港台最佳唱作人獎                                            | 獲獎 |
| 2006 | 東南勁爆音樂榜               | 最佳制作人、最佳專輯、港台最佳唱作男歌手等5項大獎           | 獲獎 |
| 2006 | 娛樂中國·星光大典            | QQ音樂銷量獎、風尚男歌手獎                                  | 獲獎 |
| 2006 | TOM網絡娛樂英雄盛典          | 最佳音樂專輯獎                                              | 獲獎 |
| 2006 | 新城國語力頒獎典禮           | 制作人大獎、新城國語力歌曲獎                                | 獲獎 |
| 2007 | 第一屆無線音樂俱樂部頒獎典禮 | 年度最暢銷作曲獎《寂寞沙洲冷》                              | 獲獎 |
| 2009 | 音樂大典                     | 年度最佳唱作人                                              | 獲獎 |
| 2012 | 音樂先鋒榜                   | 年度最佳專輯、年度Ｋ歌王、最佳創作歌手                      | 獲獎 |

## 外部連結
- 周傳雄的新浪微博
- 周傳雄在豆瓣上的资料（简体中文）
- 周傳雄的Facebook專頁
- YouTube上的周傳雄頻道